# Ministerio de Estado para Asuntos de Okinawa y Territorios del Norte
El Ministerio de Estado para Asuntos de Okinawa y Territorios del Norte (en japonés: 内閣府特命担当大臣（沖縄及び北方対策担当）) es el ministerio de Japón encargado de la Isla de Okinawa, en el sur del país, y de los Territorios del Norte (北方領土 Hoppō Ryōdo), nombre que el gobierno japonés le asigna a las Islas Kuriles, disputadas con Rusia.
Fue creado en el año 2001 por el primer ministro Yoshirō Mori, siendo su primer titular Ryūtarō Hashimoto. Previamente, dentro del gabinete existió la Dirección General de la Agencia de Desarrollo de Okinawa.
El nombre del ministerio ha variado, llamándose en 2010 Ministerio de la Oficina del Gabinete a Cargo de Medidas Especiales (Okinawa y Northern Task Force).
Entre las diversas tareas, el ministerio se encarga del presupuesto asignado al desarrollo de la prefectura de Okinawa.